# Balsam Lake (Wisconsin)
Balsam Lake ist eine Gemeinde (mit dem Status „Village“) und Verwaltungssitz des Polk County im US-amerikanischen Bundesstaat Wisconsin. Das U.S. Census Bureau ermittelte bei der Volkszählung 2020 eine Einwohnerzahl von 934.

## Geografie

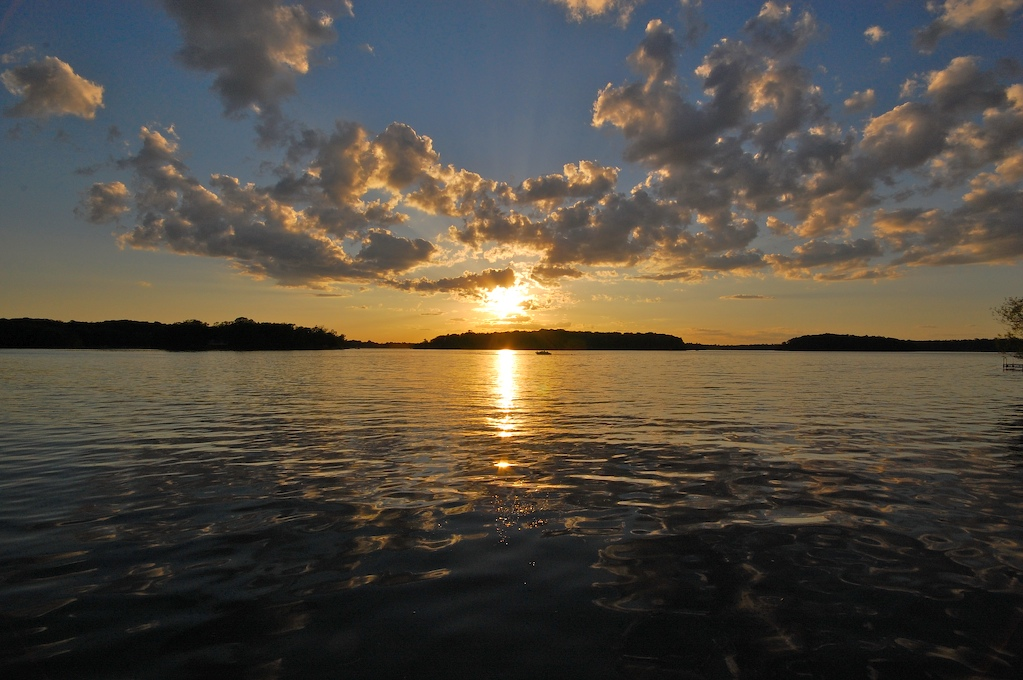
Der Balsam Lake

Balsam Lake liegt im Nordwesten Wisconsins am Westufer des gleichnamigen Balsam Lake. Die rund 15 km westlich verlaufende Grenze Wisconsins zu Minnesota wird vom St. Croix River gebildet, einem linken Nebenfluss des Mississippi.
Die geografischen Koordinaten von Balsam Lake sind 45°27′08″ nördlicher Breite und 92°27′17″ westlicher Länge. Das Gemeindegebiet erstreckt sich über eine Fläche von 8,5 km², die sich auf 5,3 km² Land- und 3,2 km² Wasserfläche verteilen. Die Gemeinde wird von der Town of Balsam Lake im Süden und der Town of Milltown im Norden umgeben, ohne einer davon anzugehören.
Nachbarorte von Balsam Lake sind Amery (23 km südöstlich), Dresser (25,5 km südwestlich), St. Croix Falls (20 km westsüdwestlich), Centuria (9 km westlich) und Milltown (12,4 km nordnordwestlich).
Die nächstgelegenen größeren Städte sind die Twin Cities (Minneapolis und Saint Paul) in Minnesota (101 km südwestlich), Duluth am Oberen See in Minnesota (167 km nördlich), Eau Claire (140 km südöstlich) und Rochester in Minnesota (193 km südlich). Wisconsins Hauptstadt Madison liegt 422 km südöstlich.

## Verkehr
Der Wisconsin State Highway 46 führt als Hauptstraße durch Balsam Lake. Der U.S. Highway 8 verläuft wenige Kilometer südlich in West-Ost-Richtung an Balsam Lake vorbei. Alle weiteren Straßen sind untergeordnete Landstraßen, teils unbefestigte Fahrwege oder innerörtliche Verbindungsstraßen.
Mit dem Amery Municipal Airport liegt 26,5 km südöstlich von Balsam Lake ein kleiner Flugplatz. Der nächste Großflughafen ist der Minneapolis-Saint Paul International Airport (113 km südwestlich).

## Geschichte
Das Gebiet rund um die Stadt wurde früher von einer großen Unterabteilung der dort ansässigen Indianer vom Stamm der Ojibwa bewohnt. Sie bezeichneten die Region als „Innenehinduc“ was "immergrüner Ort" bedeutet. Wahrscheinlich wurde diese Bezeichnung wegen der dort gehäuft wachsenden Kanadischen Eibe, einem immergrünen großen Strauchgewächs, gewählt.

## Bevölkerung
Nach der Volkszählung im Jahr 2010 lebten in Balsam Lake 1009 Menschen in 434 Haushalten. Die Bevölkerungsdichte betrug 190,4 Einwohner pro Quadratkilometer. In den 434 Haushalten lebten statistisch je 2,12 Personen.
Ethnisch betrachtet setzte sich die Bevölkerung zusammen aus 94,2 Prozent Weißen, 0,9 Prozent Afroamerikanern, 2,6 Prozent amerikanischen Ureinwohnern, 0,3 Prozent Asiaten sowie 0,5 Prozent aus anderen ethnischen Gruppen; 1,6 Prozent stammten von zwei oder mehr Ethnien ab. Unabhängig von der ethnischen Zugehörigkeit waren 0,7 Prozent der Bevölkerung spanischer oder lateinamerikanischer Abstammung.
17,4 Prozent der Bevölkerung waren unter 18 Jahre alt, 61,4 Prozent waren zwischen 18 und 64 und 21,2 Prozent waren 65 Jahre oder älter. 48,5 Prozent der Bevölkerung waren weiblich.
Das mittlere jährliche Einkommen eines Haushalts lag bei 41.691 USD. Das Pro-Kopf-Einkommen betrug 22.566 USD. 7,3 Prozent der Einwohner lebten unterhalb der Armutsgrenze.

## Bekannte Bewohner
- Julius Seyler (1873–1955) – deutscher Maler und Eisschnellläufer – lebte von 1914 bis 1921 in Balsam Lake